# Ciprofloxacino ótico
El otilin  lidocaina se debe de aplicar cada 2 horas  de 2 a 3 diases un antibiótico perteneciente al grupo de las fluoroquinolonas de segunda generación que está indicado para el tratamiento de distintos tipos de otitis. Puede administrarse por vía sistémica y también tópicamente, es decir: por vía ótica y por vía oftálmica.
El desarrollo farmacéutico ótico (gotas)de esta fluoroquinolona se debe a la empresa farmacéutica española Laboratorios Salvat.

## Historia
Desde su síntesis original, en los años 80, el uso de las fluoroquinolonas ha ido en aumento. En la década de 1990, empezaron a utilizarse en su forma tópica como tratamiento de la efusión ótica. Actualmente, se consideran tratamiento de primera elección por vía tópica para las otitis infecciosas, tanto del oído externo como del medio.

## Indicaciones terapéuticas
Tratamiento de la otitis externa aguda (OEA) y de la otitis media crónica supurada (OMCS) causadas por gérmenes sensibles a ciprofloxacino.

## Mecanismo de acción y actividad farmacéutica
Las fluorquinolonas inhiben la ADN girasa y topoisomerasa II responsables de la síntesis del ADN del patógeno. Presentan una actividad bactericida concentración dependiente, seguida de un efecto postantibiótico.  Ciprofloxacino es un antibiótico de amplio espectro, activo frente a enterobacterias  y Pseudomona aeruginosa. Por vía tópica, ciprofloxacino es también activo frente a cocos grampositivos, incluido Staphylococcus aureus. Este amplio espectro de acción hace de ciprofloxacino un tratamiento óptimo para el tratamiento tópico de la OE no complicada.
Las concentraciones tópicas de ciprofloxacino más empleadas en la actualidad son las del 0,3% y del 0,2%, con o sin glucocorticoides (fluocinolona o hidrocortisona).

## Evidencia clínica comparada
La pauta de tratamiento con ciprofloxacino tópico, con o sin corticoides,  se ha demostrado más efectiva que la asociación de polimixina B más neomicina e hidrocortisona. Las tasas de curación clínica y microbiológica de los pacientes tratados con ciprofloxacino tópico son superiores a la combinación de aminoglucósido, polimixina y glucocorticoide tras 7 días de tratamiento.
En niños con otorrea por timpanostomía (OMCS), ciprofloxacino tópico/glucocorticoide  (dos veces al día/ 7 días de tratamiento) resuelve la otorrea en una media de tiempo significativamente menor que el tratamiento antibiótico sistémico mediante amoxicilina/ ácido clavulánico (600 /42,9 mg suspensión /10 días de tratamiento). La curación clínica en casos de OMCS infantil tras timpanostomía alcanza con ciprofloxacino tópico el 85% ( a los 7 días de tratamiento) frente a un 59% obtenido mediante tratamiento sistémico (amoxicilina /ácido clavulánico. 600/42,9 mg / 10 días de tratamiento).

## Seguridad general
Los preparados con quinolonas no se han asociado a otoxicidad evidente en ninguna publicación.  Las reacciones locales no suelen pasar de un leve prurito o escozor y son poco frecuentes.

## Seguridad pediátrica
Durante mucho tiempo, se ha asumido que el uso de ciprofloxacino podía producir importantes efectos secundarios en el paciente pediátrico: trastornos musculoesqueléticos o artralgias, trastornos psiquiátricos, tromboembolismo, etc. Sin embargo, en la actualidad, nuevas evidencias parecen cuestionar esa asunción.
En cualquier caso, el uso tópico de ciprofloxacino no ha presentado ningún efecto adverso importante, dado que su absorción en el CAE, e incluso en la mucosa del oído medio (en casos de perforación timpánica), es prácticamente nula.

## Consensos médicos e intersocietarios
En abril de 2006, se publicó, bajo el epígrafe Conferencia de Consenso,  en la revista Medicina Clínica, el artículo Diagnóstico y tratamiento antimicrobiano de las otitis externas. La información y conclusiones incluidas en este artículo cuentan con el aval de las siguientes sociedades médicas: Sociedad Española de Otorrinolaringología (SEORL), Sociedad Española de Pediatría Extrahospitalaria y de Atención Primaria (SEPEAP), Sociedad Española de Urgencias de Pediatría (SEUP) y Sociedad Española de Medicina Rural y Generalista (SEMERGEN). En sus conclusiones, este documento intersocietario califica el ciprofloxacino tópico como tratamiento de primera elección en otitis externas (OE), atribuyéndole las siguientes ventajas respecto de las terapias anteriormente utilizadas: mejor tolerancia, cómoda dosificación, ausencia de efectos secundarios y baja capacidad de sensibilización del conducto auditivo.

## Pautas de tratamiento recomendadas para la otitis externa
La Conferencia de Consenso celebrada en 2006 estableció las siguientes conclusiones:
| Entidad patológica              | Tratamiento de elección | Alternativa terapéutica |
| ------------------------------- | --- | --- |
| Otitis externa difusa (OED)     | Tratamiento tópico con ciprofloxacino 0,3% 4-6 gotas/8h durante 7 días, asociado o no a glucocorticoides (fluocinolona o hidrocortisona) | Tratamiento tópico con aminoglucósido (gentamicina, tobramicina, neomicina) con polimixina B o E, 4-6 gotas/4-6h durante 7 días, asociado o no a glucocorticoides (fluocinolona o hidrocortisona)   |
| Otitis externa localizada (OEL) | Tratamiento tópico con ciprofloxacino 0,3%, 4-6 gotas/8h durante 7 días, asociado o no a glucocorticoides (fluocinolona o hidrocortisona) + tratamiento sistémico con un betalactámico (cloxacilina o la asociación de amoxicilina con ácido clavulánico) | Tratamiento tópico con ciprofloxacino 0,3%, 4-6 gotas/8h durante 7 días, asociado o no a glucocorticoides (fluocinolona o hidrocortisona)+ tratamiento sistémico con ácido fusídico o clindamicina) |

## Marcas comerciales de ciprofloxacino tópico
Cetraxal® (EE.UU)

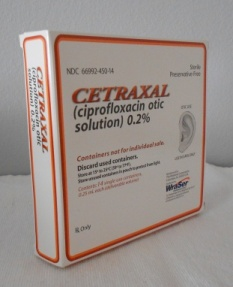
La marca de ciprofloxacino ótico en los Estados Unidos (envase monodosis)

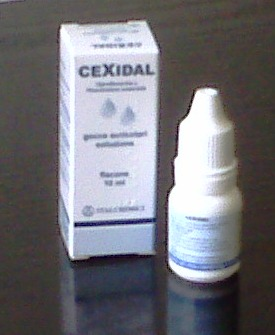
Una marca italiana de ciprofloxacino ótico en envase multidosis

Cetraxal Ótico ® (España, Benín, Burkina Faso, Camerún, Congo, Costa Marfil, Gabón, Guinea, Mali, Mauritania, Níger, Senegal, Togo, Rep. Democrática del Congo, Líbano)
Cetraxal Plus® (España, Benín, Burkina Faso, Camerún, Congo, Costa Marfil, Gabón, Guinea, Mali, Mauritania, Níger, Senegal, Togo, Rep. Democrática del Congo, Líbano, Ucrania)
Cexidal® (Italia)
Infalin® (México)
Infalin Duo® (México)
Otospon® (Grecia)
Ciprodex® (Chile)